# Ramona Seyfarth
Ramona Seyfarth (* 1980 in Neubrandenburg, DDR) ist eine deutsche Objekt- und Installationskünstlerin. Seit 2013 lebt und arbeitet sie in Neubrandenburg.

## Leben und Werk
Von etwa 1998 bis 2003 war Ramona Seyfarth Schülerin bei Karlheinz Wenzel. Sie studierte freie Kunst am IKKG (Institut für Künstlerische Keramik und Glas der Hochschule Koblenz, in Höhr-Grenzhausen). und schloss es 2013 mit dem Master of Fine Arts ab. Seitdem wirkt sie aus Neubrandenburg heraus sowohl als Einzelkünstlerin, als auch in Künstlerkollektiven wie „Prinzip:Sonja“.
Ihre erste größere Einzelausstellung hatte Ramona Seyfarth 2013 (Killing time, Metzgalerie, Koblenz). Die bisher größte Einzelschau wurde 2023 (Blaue Felder über roten Wolken, Kunstsammlung Neubrandenburg) gezeigt.
Werke der Künstlerin waren bereits in mehreren europäischen Ländern, aber auch Südkorea, Japan und Kenia zu sehen [siehe Ausstellungen]. 2021 wurde sie mit dem Rostocker Kunstpreis ausgezeichnet, für den sie als erste Künstlerin dreimal nominiert wurde (2017, 2018, 2020). Außerdem gewann sie den 1. "Kunstpreis für Nachwuchskünstler in Mecklenburg-Vorpommern" und den 1. "UpCycling-Kunstpreis". Mit ihren Arbeiten ist Ramona Seyfarth in mehreren Sammlungen vertreten, darunter die Kunstsammlung des Landes Mecklenburg-Vorpommern, welche bereits zwei mal Arbeiten von ihr ankaufte (2016 + 2023).
Ramona Seyfarth verwendet für ihre Kunst alltägliche Materialien wie etwa Kugelschreiber, Papier oder Signierkreide. Der Faktor Zeit spielt in ihrer Arbeit eine wichtige Rolle. Einige ihrer Werke entstehen öffentlich, so dass der Betrachter am Entstehungsprozess teilhat.

### Ausstellungen (Auswahl)

#### Einzelausstellungen
- 2013: Killing time, Metzgalerie, Koblenz[2]
- 2019: Be Present, Evangelische Akademie Rostock[27]
- 2022: inside out, Kunstraum Schwerin[28]
- 2023: Blaue Felder über roten Wolken, Kunstsammlung Neubrandenburg[4][5][6]

#### Ausstellungen
- 2007: „Glas ohne Grenzen“ Muzeum Skla a Bizuterie v Jablonec nad Nisou, Tschechien
- 2009: „jeunes talents Européenns“ Strasbourg
- 2011: „Konzentrat“ b-05 Montabaur
- 2012: „Materiales Denken“ Museum Ludwig, Koblenz
- 2014: Emy-Roeder-Preis, Kunstverein Ludwigshafen
- 2015: „handle with care – Ostrale 2015“ Dresden
- 2016: „Ich und du und der Raum mit mir“, Altes Museum + Kulturquartier Neustrelitz
- 2017: „Art Rainbow Project“, Gyeongnam Art Museum, Changwon, Südkorea
- 2017: „Rostocker Kunstpreis“, Kunsthalle Rostock[29]
- 2018: „Rostocker Kunstpreis“, Kunsthalle Rostock[30]
- 2020: womanism_, Austauschprojekt über die Ostrale Dresden Nairobi Kenia
- 2020–2021 Gruppenausstellung "Sights of Transformation" Schwerin[31]
- 2021: „#24HOURS_KVLAB“, Kunstverein zu Rostock Aktion mit Rico.[32]
- 2021: „Kunst&Hallen - Kunstsinn über Mauern hinweg“, Reinbeckhallen Berlin[33][34][35]
- 2022: Gruppenausstellung "it takes two to tango", Dortmund[36]
- 2023: „Review Ostsee Biennale“, Kunsthalle Rostock[37]
- 2023: „Unbenannt_árbol de la vida“ für das DrapArt Festival, La Rambla Barcelona, Spanien[38][39][40]
- 2024: „entsprechend“ Duo-Ausstellung, Galerie Ursula Walter, Dresden[41]

### Preise (Auswahl)
- 2016: Kunstpreis für Nachwuchskünstler in Mecklenburg-Vorpommern[42]
- 2021: UPC-Kunstpreis (Up-Cycling-Kunst-Preis), Zentrum für zirkuläre Kunst, Lübz[43]
- 2021: Rostocker Kunstpreis für Freie Grafik 2020[44]

### Öffentliche Sammlungen
- Stadt Neubrandenburg, Deutschland
- Kreis Bistrita-Nasaud, Rumänien
- Stadt Barlinek, Polen
- Sammlung der Stadt Rostock[45][46]
- Kunstsammlung des Landes Mecklenburg-Vorpommern[47][48]
- Dauerausstellung „Die Kunst des Erinnerns“, Verein zum Erhalt der Domjüch, Neustrelitz
- Târgu Jiu, Rumänien
- Medgidia, Rumänien